# International Lawn Tennis Challenge 1900
L'International Lawn Tennis Challenge è stata la prima edizione di quella che oggi è nota come Coppa Davis.

## Storia
Il torneo venne concepito nel 1899 da quattro membri della squadra di tennis dell'Università di Harvard che pensarono di sfidare i tennisti britannici in un incontro. Dopo che la proposta fu accettata dalle rispettive associazioni, Dwight F. Davis ideò il formato del torneo e spese soldi di tasca propria per acquistare un trofeo d'argento per l'occasione. Il primo incontro, tra Stati Uniti e Gran Bretagna, venne tenuto al Longwood Cricket Club di Boston in Massachusetts nel 1900. La vittoria andò ai padroni di casa con il risultato di tre a zero.

## Risultati
| Stati Uniti 3 | Longwood Cricket Club, Boston, Massachusetts, Stati Uniti 8–10 agosto 1900 | Longwood Cricket Club, Boston, Massachusetts, Stati Uniti 8–10 agosto 1900 | Gran Bretagna 0 |     |     |     |   |                |
| \| \| \| \| 1 \| 2 \| 3 \| 4 \| 5 \| \| \| - \| \| -------------------------------------------------------------------- \| --- \| --- \| --- \| --- \| - \| -------------- \| \| 1 \| \| Dwight F. Davis Ernest Black \| 4 6 \| 6 2 \| 6 4 \| 6 4 \| \| \| \| 2 \| \| Malcolm Whitman Arthur Gore \| 6 1 \| 6 3 \| 6 2 \| \| \| \| \| 3 \| \| Dwight F. Davis / Holcombe Ward Ernest Black / Herbert Roper-Barrett \| 6 4 \| 6 4 \| 6 4 \| \| \| \| \| 4 \| \| Dwight F. Davis Arthur Gore \| 9 7 \| 9 \| \| \| \| non completata \| \| 5 \| \| Malcolm Whitman Ernest Black \| \| \| \| \| \| non giocata \| |                                                                            |                                                                            |                 |     |     |     |   |                |
| |                                                                            |                                                                            | 1               | 2   | 3   | 4   | 5 |                |
| 1 | Stati Uniti (bandiera) · Gran Bretagna (bandiera)                          | Dwight F. Davis Ernest Black                                               | 4 6             | 6 2 | 6 4 | 6 4 |   |                |
| 2 | Stati Uniti (bandiera) · Gran Bretagna (bandiera)                          | Malcolm Whitman Arthur Gore                                                | 6 1             | 6 3 | 6 2 |     |   |                |
| 3 | Stati Uniti (bandiera) · Gran Bretagna (bandiera)                          | Dwight F. Davis / Holcombe Ward Ernest Black / Herbert Roper-Barrett       | 6 4             | 6 4 | 6 4 |     |   |                |
| 4 | Stati Uniti (bandiera) · Gran Bretagna (bandiera)                          | Dwight F. Davis Arthur Gore                                                | 9 7             | 9   |     |     |   | non completata |
| 5 | Stati Uniti (bandiera) · Gran Bretagna (bandiera)                          | Malcolm Whitman Ernest Black                                               |                 |     |     |     |   | non giocata    |